# Twin Pit Craters
Les Twin Pit Craters, toponyme anglais signifiant littéralement « Cratères en puits jumeaux », est un ensemble de deux petits cratères volcaniques des États-Unis situés sur les flancs du Kīlauea, un volcan d'Hawaï, à 955 mètres d'altitude. Ils se trouvent à l'est de la caldeira sommitale, au bord de la Chain of Craters Road qui passe au sud-ouest et à l'est du Kīlauea Iki, un autre cratère. Dans la paroi du plus méridional des deux se trouve l'une des entrées du tunnel de lave Thurston, une des attractions majeures du parc national des volcans d'Hawaï,. Ils sont recouverts d'une végétation forêt tropicale humide de fougères arborescentes.
Ces cratères correspondent à deux des bouches éruptives du Ailaʻau, une ancienne structure ayant précédé la caldeira sommitale actuelle et active il y a encore 350 à 500 ans,.